# Сокровища маленького Николя
«Сокровища маленького Николя» (фр. Le Trésor du Petit Nicolas) — французская кинокомедия режиссёра Жюльена Раппено, вышедшая на экраны в 2021 году. После фильма «Маленький Николя» (2009), мультсериала «Привет, я Николя!» (2009) и фильма «Каникулы маленького Николя» (2014), это четвёртая экранизация серии книг «Маленький Николя», написанных Рене Госсини и проиллюстрированных Жан-Жаком Сампе. Съёмки фильма проходили в Стене (Сен-Сен-Дени).

## Синопсис
Папа Николя получает повышение на своей работе. Даже если папина новая должность является гордостью Николя и его матери, она требует от семьи переезда на юг Франции. Николя и его друзья, не желая разлучаться, придумывают способ сорвать отъезд.

## Характеристики
- Оригинальное название: Le Trésor du Petit Nicolas
- Режиссёр: Жюльен Раппено
- Сценаристы: Жюльен Раппено и Матиас Гаварри
- На основе: «Маленький Николя» (авторы — Рене Госсини и Жан-Жак Сампе)
- Композитор: Мартин Раппено
- Художественный руководитель: Стефани Лоран Деларю
- Сценография: Мари Шеминаль
- Костюмер: Пьер-Жан Ларрок[14]
- Фотограф: Венсан Матиас
- Звукорежиссёры: Фредерик Демолдер, Жан-Поль Юрье, Пьер Мертенс
- Монтажёр: Стэн Колле
- Продюсер: Оливье Дебоск[10]
  - Исполнительный продюсер: Кристин Де Йекель
  - Кинопродюсеры: Эмильен Биньон и Марк Миссонье
  - Сопродюсеры: Вивьен Асланян, Ромен Ле Гран, Седрик Иланд, Марко Паккиони и Бастьен Сиродо
- Студии[15]:
  - Франция: Curiosa Films (в сотрудничестве с IMAV Editions), M6 Films и Marvelous Productions, при участии OCS, Canal+, M6 и W9
  - Бельгия: в сотрудничестве с Umedia и uFund, при поддержке Investisseurs Tax Shelter и Tax shelter du Gouvernement Fédéral Belge
- Дистрибьюторы[8]: Warner Bros. (французское и бельгийское подразделения); Sphere Films (Квебек); Pathé Films AG (Франкоязычная Швейцария)
- Бюджет: €17 млн[16]
- Страны производства: Франция и Бельгия
- Язык оригинала: французский
- Формат изображения[17]: цветной — 2,35:1 (CinemaScope)
- Стандарт звука: Dolby 5.1
- Жанр: кинокомедия
- Продолжительность: 103 минуты
- Даты выхода на экраны[18]:
  - Во Франции, Бельгии и Франкоязычной Швейцарии: 20 октября 2021 года[6][19]
  - В Квебеке: 25 февраля 2022 года[20]
- Целевая аудитория[21]:
  - Во Франции: для детей от 8 лет[22][23]
  - В Бельгии: для детей всех возрастов
  - Во Франкоязычной Швейцарии: для детей от 6 лет[24]
  - В Квебеке: в ожидании рейтинга

## В ролях
- Илан Дебрабан: Николя[25]
- Жан-Поль Рув: папа Николя
- Одри Лами: мама Николя
- Пьер Ардити: Мушбум
- Грегори Гадебуа: Месье Дюбон (под псевдонимом Бульон)
- Жан-Пьер Дарруссен: директор
- Франсуа Морель: Бледур
- Аделин Д’Эрми: учительница
- Лиз Ламетри: бабушка Николя
- Ноэми Львовски: Мадам Буйаге
- Филипп Учан: Грифатон
- Антон Аллуин: Хлотарь
- Оскар Буассьер: Альсест
- Леандр Кастеллано-Лемуан: Аньян
- Мало Шансон-Деманж: Руфус
- Симон Фалю: Жоффруа
- Малик Ложье: Эд
- Леонард Синьоре: Мексан
- Клодин Акс: «Mémé Zinzin», старая соседка
- Катрин Давёнье: Мадам Мушбум
- Матьё Розе: экскурсовод
- Барбара Болотнер: пекарь